# پتیتسه
پتیتسه (به چکی: Ptice) یک منطقهٔ مسکونی در جمهوری چک است که در ناحیه پراگ-غرب واقع شده‌است.